# Monstrilla capitellicola
Monstrilla capitellicola is een eenoogkreeftjessoort uit de familie van de Monstrillidae. De wetenschappelijke naam van de soort is voor het eerst geldig gepubliceerd in 1961 door Hartman.